# امیرجان (قاخ)
امیرجان (به لاتین: Əmircan) یک منطقه مسکونی در جمهوری آذربایجان است که در شهرستان قاخ واقع شده است. امیرجان ۵۶۷ نفر جمعیت دارد.